# Marion Dufresne (1972)
Pour les articles homonymes, voir Marion Dufresne.
Le Marion Dufresne était un navire français ayant assuré le transport des personnels et le ravitaillement des bases des Terres australes et antarctiques françaises entre 1972 et 1995. Il effectuait également des travaux scientifiques.
Ayant pris la relève du Galliéni , il portait le nom de Marc Joseph Marion du Fresne, un explorateur français du XVIIIe siècle. Il a été remplacé, en 1995, par le Marion Dufresne 2.
Rebaptisé le Fres et navigant sous pavillon maltais, il servit de base à des Américains travaillant en Algérie avant d'être désarmé à Alang en 2004.

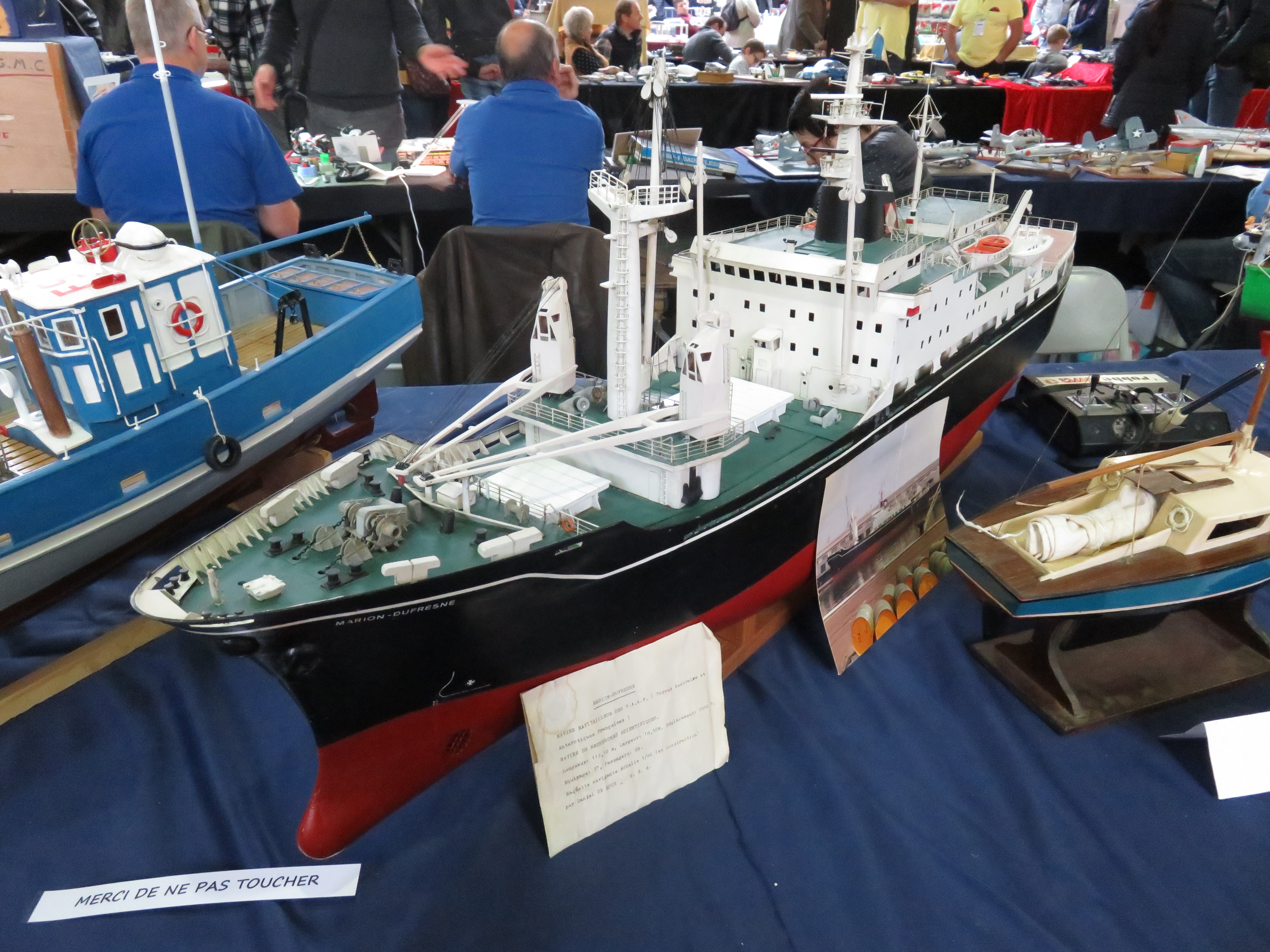
Maquette du "Marion Dufresne" - Chambéry, 2017

## Caractéristiques
Construit aux Ateliers et Chantiers du Havre, le navire est lancé le 16 mars 1972. Faisant 6450 tonneaux de jauge brute et long de 112 m, il transportait jusqu'à 93 passagers. Nécessitant 37 membres d'équipage, son autonomie était de 20 000 milles ou 2 mois et il pouvait embarquer 2 hélicoptères Alouette III.